# Harvey Glatman

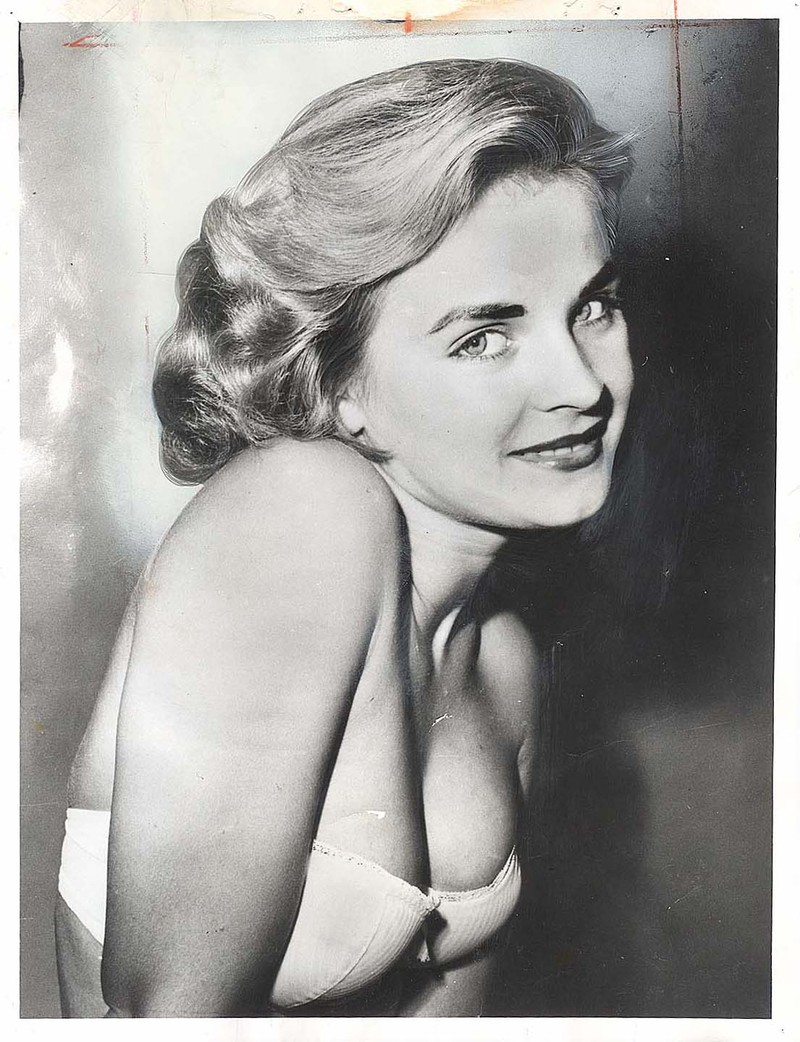
Judy Ann Dull, född 23 juni 1938, död 1 augusti 1957

Harvey Murray Glatman, född 10 december 1927, död 18 september 1959, var en amerikansk seriemördare, aktiv i slutet av 1950-talet. Han utgav sig för att vara professionell fotograf och lockade sina offer med löfte om att de skulle bli fotomodeller.
Glatman föddes i Bronx men växte upp i Colorado. Han uppvisade tidigt ett asocialt beteende och sadomasochistiska böjelser. I maj 1945 bröt han sig in hos sammanlagt tre kvinnor under vapenhot. Han band dem, våldtog dem och fotograferade dem. Två veckor senare greps han, men modern betalade hans borgen. Kort därefter kidnappade han en annan kvinna och våldtog henne. Kvinnan anmälde brottet till polisen och Glatman internerades i Boulder County Jail.
I augusti 1946 antastade han fyra kvinnor sexuellt. Han greps och bekände ett av överfallen och dömdes till fem till tio års fängelse. En läkare fann, att Glatman led av psykopati och schizofreni. Glatman avtjänade sitt straff på New York State Reception Center i Elmira och senare på Sing Sing i Ossining. Han frigavs i april 1951.

## Morden
I början av 1957 flyttade Glatman till Los Angeles, där han uppsökte olika modellbyråer i jakt på offer. Den 1 augusti samma år erbjöd han den 19-åriga fotomodellen Judith "Judy" Ann Dull jobb under förespegling att han skulle fotografera henne för ett deckarmagasin. Han ämnade ta bondagefotografier och bad henne ta på sig en snäv kjol och jumper. Glatman tog därefter med henne till sin lägenhet och band henne. Han fotograferade henne bunden till händer och fötter iförd munkavle. Flera av fotografierna visar henne med uppdragen kjol så att hennes underklänning, nylonstrumpor och strumpeband syns. Han beordrade henne även att bära ett svart baby doll-nattlinne, handskar och nylonstrumpor. Efter att ha tagit ett antal fotografier våldtog han henne. Därefter försäkrade han henne att han skulle släppa henne i öknen utanför Thousand Palms. När de kom till detta otillgängliga ställe krävde han att hon bunden skulle ställa upp på fler fotografier. Till slut ströp Glatman henne med ett rep. Innan han lämnade platsen, fotograferade han Dulls döda kropp.
Den 7 mars 1958 träffade Glatman sitt andra offer, 24-åriga Shirley Ann Bridgeford, via en dejtningstjänst. Glatmans modus operandi liknade det han använt med Judy Dull. Han körde henne i bil till Vallecito Mountains i södra Kalifornien. Där tvingade han henne att posera bunden för utmanande fotografier, såväl iförd klänning som underkläder. Efter att ha strypt henne tog han fotografier av hennes lik.
Glatmans tredje offer kallade sig själv för Angela Rojas, men hette egentligen Ruth Rita Mercado och var 24 år gammal. Hon bjöd den 24 juli 1958 in Glatman till sin lägenhet, där han hotade henne och våldtog henne. Därpå återvände han till Vallecito Mountains och tvingade henne att posera för fotografier, våldtog henne ännu en gång och ströp henne.
Den 27 oktober samma år försökte Glatman bortföra den 28-åriga modellen Lorraine Vigil, men när de befann sig i bil på Santa Ana Freeway började hon att göra motstånd. Glatman stannade då bilen och hotade henne med en pistol och försökte binda henne. Vigil lyckades då ta ifrån Glatman pistolen och ett skott brann av. Det träffade henne i låret, men hon fortsatte att kämpa för sitt liv. En polisman som patrullerade motorvägen fick syn på paret och inom kort var Glatman gripen. I december 1958 erkände sig Glatman skyldig till kidnappning och mord. Han fälldes dock endast för två av morden och dömdes den 15 december 1958 till döden genom gasning. Glatman avrättades i San Quentins gaskammare den 18 september 1959.